# Phalanger orientalis
Phalanger orientalis é uma espécie de marsupial da família Phalangeridae. Pode ser encontrada na Indonésia, Timor-Leste, Papua-Nova Guiné e Ilhas Salomão.